# ستيفن ألن بنسون
ستيفن ألن بنسون (بالإنجليزية: Stephen Allen Benson) (و. 1816 – 1865 م) هو سياسي من ليبيريا ولد في كامبريدج.